# Зубчатоклювый туканий бородастик
Зубчатоклювый туканий бородастик (лат. Semnornis frantzii) — вид птиц из семейства Semnornithidae, обитающий в Центральной Америке. Видовое название дано в честь немецкого путешественника и исследователя Александра фон Франциуса (нем. Alexander von Frantzius) (1821—1877).

## Описание
Средний вес птиц составляет примерно 67 г. Длина крыльев самцов составляет от 8,3 до 9,7 см. Длина хвоста составляет от 5,7 до 6,8 см. Длина клюва — от 1,7 и 2,1 см.
Основание клюва у самцов окрашено в чёрный цвет. В остальном лоб, верх головы и щёки коричневато-оливкового цвета. На затылке имеется несколько удлинённых, тонких, блестящих, чёрных перьев, образующих небольшой хохолок. Верхняя часть тела тёмно-оливкового цвета. Хвостовые перья коричнево-оливкового цвета сверху, немного более желтоватого цвета снизу. Горло и грудь оливково-коричневого цвета. Боковые стороны тела бледно-серого цвета. Подхвостье и нижняя часть брюха желтовато-белого цвета. Сильный клюв заострён. Цвет клюва от серебристо-серого до синеватого цвета. Радужная оболочка глаз от красного до красно-коричневого цвета. Самки похожи на самцов, однако, на затылке у них отсутствует чёрный хохолок. Молодые птицы окрашены немного тусклее.
Полёт прямой, с быстрыми взмахами крыльев.

## Распространение
Вид обитает только в Центральной Америке. Область распространения охватывает территорию с севера Коста-Рики до запада Панамы. Естественная среда обитания — это туманные леса с богатой растительностью мха и эпифитов на высоте от 1200 до 2200 м над уровнем моря. В Коста-Рике на высоте от 1500 до 1850 м над уровнем моря это один из самых частых видов птиц. В более прохладных регионах на северной стороне Кордильер вид иногда встречается на высоте примерно 600 м над уровнем моря.
Птицы предпочитают леса на склонах гор, а также более старые вторичные леса, опушки леса и пастбища. Они держатся в среднем и нижнем пологе леса, редко спускаясь на землю. В течение сезона размножения птицы встречаются обычно в парах, вне сезона размножения можно наблюдать также маленькие группы численностью примерно до 5 особей. В качестве мест для отдыха птицы используют старые, брошенные гнёзда и дупла других птиц.

## Питание
Питание состоит преимущественно из плодов и ягод. Птицы медленно разжёвывают ягоды, проглатывая только сок. Кожура ягод выплёвывается. Кроме того, они питаются нектаром, а также лепестками. В течение выводкового периода птицы исследуют также мхи и эпифиты в поисках насекомых.

## Размножение
Птицы гнездятся в дуплах деревьев. Образование пары начинается в феврале и марте. В это время поведение птиц в маленьких группах становится агрессивным. Пары устраивают дупло в сухой древесине на высоте от 3,5 до 18 м над землёй. В строительстве гнезда участвуют одинаково самец и самка. Диаметр входа в дупло составляет примерно 4,8 см, узкий горизонтальный вход длиной до 7,6 см ведёт в собственно гнездовую камеру. Как только строительство гнезда заканчивается, птицы остаются ночевать в дупле.
Вскоре после окончания строительства гнезда самка откладывает яйца. В кладке от 4 до 5 белых, с гладкой скорлупой яиц. Подстилкой для гнезда служат щепки дерева. Обе родительских птицы участвуют в высиживании. Период инкубации составляет примерно от 14 до 15 дней. Сначала только появившиеся на свет птенцы голые и слепые. Сначала родительские птицы кормят их насекомыми. Через неделю в их рационе питания преобладают плоды. Обе родительских птицы кормят и оберегают птенцов.

## Естественные враги
Естественным врагом птиц является тайра, а также крысы. Люди также изымают молодых птиц из гнёзд. Изумрудный туканет, вероятно, также питается птенцами. Кроме того, вечерний сокол успешно охотится на взрослых птиц.